# Chênedollé
Cet article concerne la commune du département français du Calvados. Pour le poète français, voir Charles-Julien Lioult de Chênedollé. Pour son fils, l'historien et bibliographe belge, voir Charles Auguste Lioult de Chênedollé.
Chênedollé est une ancienne commune française, située dans le département du Calvados en région Normandie, devenue le 1er janvier 2016 une commune déléguée au sein de la commune nouvelle de Valdallière.
Elle est peuplée de 221 habitants.

## Géographie
La commune est en Bocage virois, Le sud du territoire est parcouru par la route départementale 512 qui relie Vire, à l'ouest, à Condé-sur-Noireau, à l'est (ancienne RN 812). La D 294 joint le bourg à cet axe et permet de rejoindre Presles puis Le Bény-Bocage au nord. Au sud de la route Vire-Condé, elle permet de se rendre à Bernières-le-Patry et à Tinchebray. Le bourg est également traversé d'est en ouest par la D 303 qui est l'ancienne route de Vire à Vassy et à Pontécoulant. Chênedollé était ainsi sur la route des pèlerins du Mont-Saint-Michel.
Chênedollé est dans le bassin de la Vire, par son sous-affluent la rivière du Maine, qui, sur le territoire de la commune, porte le nom de ruisseau de Pouraison. La rivière du Maine donne ses eaux à l'Allière entre Vaudry et Burcy, cette dernière confluant avec la Vire à Vire. La limite sud-est du territoire est une ligne de partage des eaux entre les bassins de la Vire et de l'Orne. Il y avait autrefois, près du hameau de la Haye, sur le ruisseau de Pourraison, un étang qu'Arcisse de Caumont rapporte à 100 arpents d'étendue, en faisant le plus grand du département, surface que ne confirme pas la carte de Cassini.
Le point culminant (246 m) est au nord du bourg, près des hameaux du Haut Perrier et de Plaisance. Le point le plus bas (182 m) correspond à la sortie du ruisseau de Pouraison du territoire, à l'extrême ouest.
La pluviométrie annuelle avoisine les 950 mm.
Les principaux lieux-dits sont, du nord-ouest à l'ouest, dans le sens horaire, le Vivier, le Bas Perrier, le Haut Perrier, Plaisance, le Bourg, la Petitière, l'Aunay, Campinots, les Hauts Vents, le Cotentin, les Crières, les Sillons, le Boulay aux Chats, la Vonderie, la Portière, le Boulay Hubert, la Route, le Crénois, la Haye, la Rivière, la Jarrière et les Cantuards.
| Burcy    | Presles                      | Pierres            |
| Viessoix | Chênedollé                   | Pierres, Rully     |
| Viessoix | Viessoix, Bernières-le-Patry | Bernières-le-Patry |

## Toponymie
Le nom de la localité est attesté sous les formes Cahandole et Cahaindole en 1203, Chaaindole en 1238, Cahaindole en 1349, sous la fausse interprétation latine Quercus dolata vers 1350, Chesnedole et Chesnedoley au XIVe siècle et Chesne-Dolley en 1726.
L'élément Chêne- comme le montrent les formes anciennes représente le chêne, arbre fréquemment attesté dans les toponymes.
 
Pour en expliquer le premier élément, René Lepelley sans en donner la raison fournit la leçon chaain « genévrier ».
L'élément -dollé est le participe passé du verbe doler qui signifie « tailler », il faut sans doute comprendre « abattu ».
Le gentilé est Chênedollien.

## Histoire
Lors de la bataille de Normandie, des combats très durs ont lieu sur le versant sud de la vallée de l'Allière au début du mois d'août 1944. Bénéficiant de la retraite allemande à la suite de l'opération Liège, Chênedollé est libéré le 13 août par la 11e division blindée britannique.

## Politique et administration
| Période                                  | Période   | Identité         | Étiquette | Qualité |
| ---------------------------------------- | --------- | ---------------- | --------- | --- |
| av.1968                                  | ?         | Victor Bertrand  | UDR       | Cultivateur Conseiller général du canton de Villers-Bocage (1945-1988), suppléant du député Olivier Stirn (1968-1973) |
| 1992                                     | mars 2001 | Michel Guillouet | SE        | Agriculteur |
| mars 2001                                | En cours  | Rémi Labrousse   | SE        | Agriculteur |
| Les données manquantes sont à compléter. |           |                  |           | |

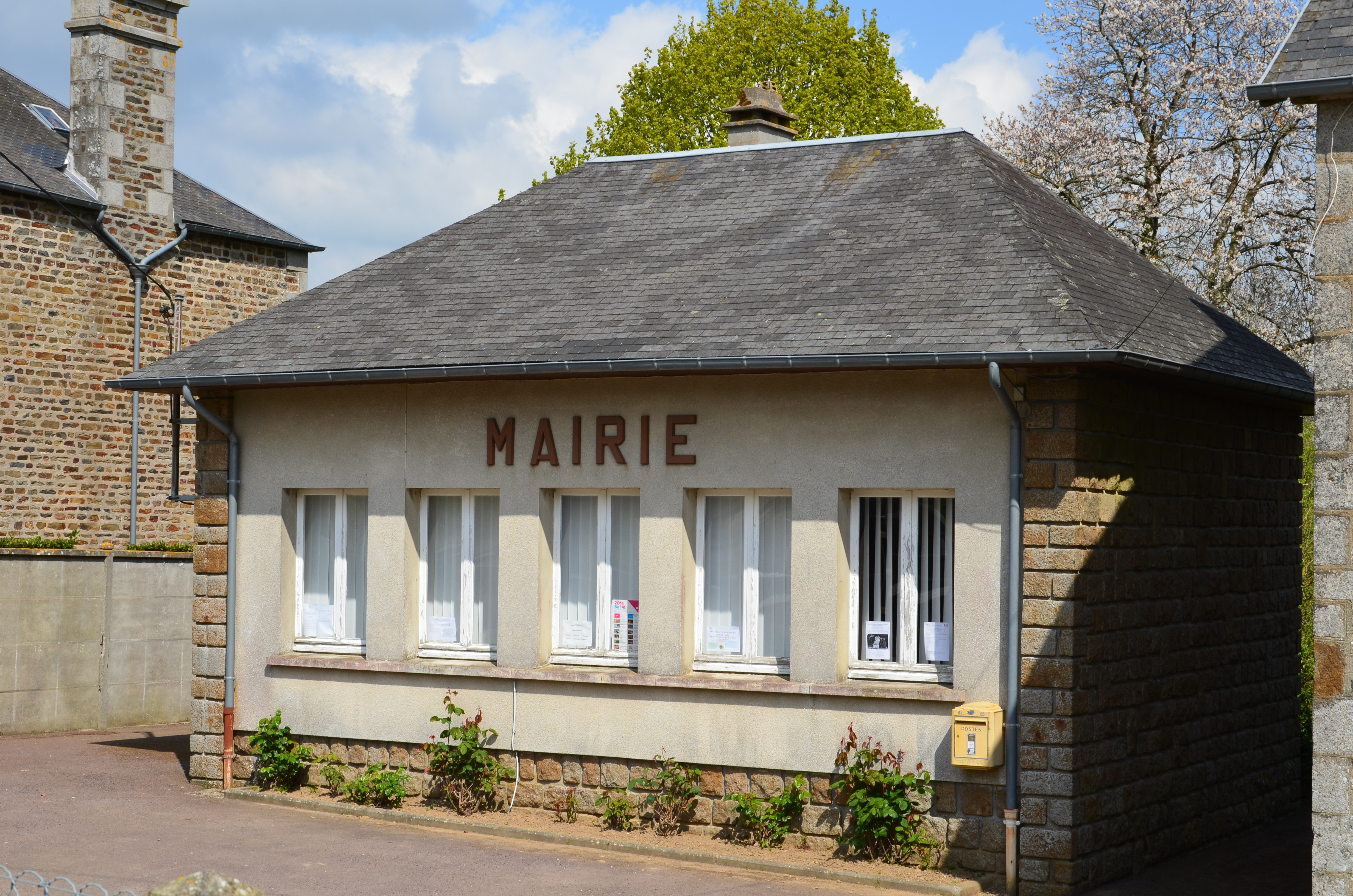
La mairie.

Le conseil municipal est composé de onze membres dont le maire et deux adjoints.

## Démographie
En 2021, la commune comptait 221 habitants. Depuis 2004, les enquêtes de recensement dans les communes de moins de 10 000 habitants ont lieu tous les cinq ans (en 2007, 2012, 2017, etc. pour Chênedollé) et les chiffres de population municipale légale des autres années sont des estimations.
Chênedollé a compté jusqu'à 478 habitants en 1806.
| 1793 | 1800 | 1806 | 1821 | 1831 | 1836 | 1841 | 1846 | 1851 |
| ---- | ---- | ---- | ---- | ---- | ---- | ---- | ---- | ---- |
| 432  | 320  | 478  | 463  | 452  | 465  | 472  | 452  | 459  |

| 1856 | 1861 | 1866 | 1872 | 1876 | 1881 | 1886 | 1891 | 1896 |
| ---- | ---- | ---- | ---- | ---- | ---- | ---- | ---- | ---- |
| 429  | 419  | 422  | 400  | 398  | 404  | 403  | 405  | 400  |

| 1901 | 1906 | 1911 | 1921 | 1926 | 1931 | 1936 | 1946 | 1954 |
| ---- | ---- | ---- | ---- | ---- | ---- | ---- | ---- | ---- |
| 391  | 376  | 346  | 310  | 277  | 254  | 261  | 252  | 240  |

| 1962 | 1968 | 1975 | 1982 | 1990 | 1999 | 2007 | 2012 | 2017 |
| ---- | ---- | ---- | ---- | ---- | ---- | ---- | ---- | ---- |
| 237  | 218  | 196  | 185  | 218  | 221  | 234  | 237  | 232  |

| 2019 | - | - | - | - | - | - | - | - |
| ---- | - | - | - | - | - | - | - | - |
| 224  | - | - | - | - | - | - | - | - |

## Lieux et monuments

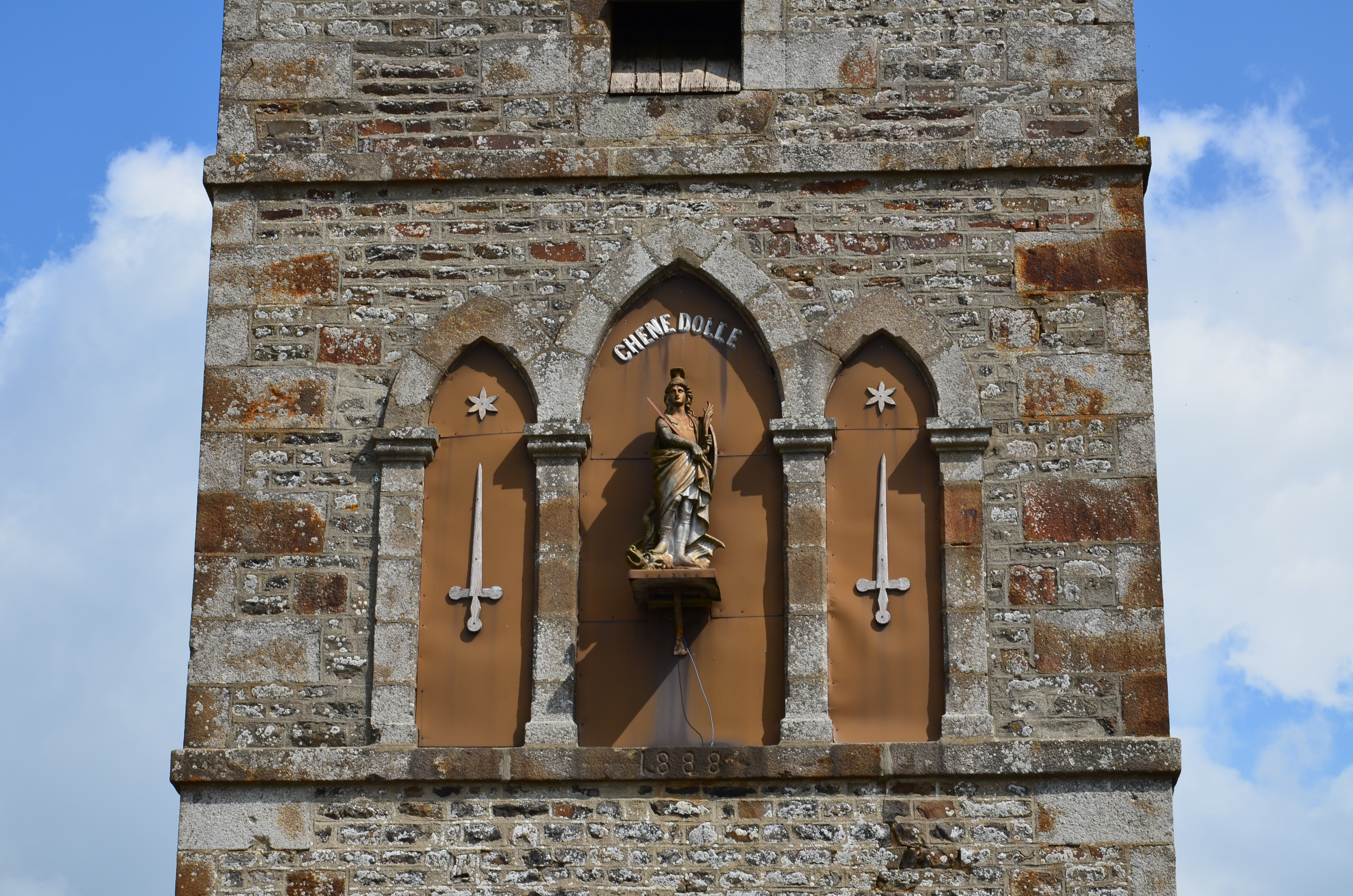
Saint Georges terrassant le dragon.

- L'église Saint-Georges (XIXe siècle) abrite un haut-relief, saint Georges terrassant le dragon, classé à titre d'objet aux Monuments historiques[21].

## Activité et manifestations
- Association sports et loisirs (organisation d'un vide-greniers, marché de Noël, concours de belote)[22].

## Personnalités liées à la commune
Famille Lioult de Chênedollé